# Qingyi Jiang (Qingyi Jiang-Shuiyang Jiang-Flussnetz)
Der Fluss Qingyi Jiang ist ein Nebenfluss des Jangtsekiang in der chinesischen Provinz Anhui. 
Er entspringt im Huangshan-Gebirge und mündet in Wuhu in den Jangtsekiang.